# Брантливил (Алабама)
Брантливил (енгл. Brantleyville) насељено је место без административног статуса у америчкој савезној држави Алабама.

## Демографија
По попису из 2010. године број становника је 884.
| Група             | 2000.    | 2010.       |
| Белци             | 0 (0,0%) | 711 (80,4%) |
| Афроамериканци    | 0 (0,0%) | 29 (3,3%)   |
| Азијати           | 0 (0,0%) | 4 (0,5%)    |
| Хиспаноамериканци | 0 (0,0%) | 111 (12,6%) |
| Укупно            | 0        | 884         |